# Unterseeboot 794
L'Unterseeboot 794 ou U-794 est un sous-marin côtier allemand (U-Boot) de type XVIIA utilisé par la Kriegsmarine pendant la Seconde Guerre mondiale.
Le sous-marin est commandé le 7 août 1942 à Kiel (Arsenal Germania), sa quille posée le 1er février 1943, il est lancé le 7 octobre 1943 et mis en service le 14 novembre 1943, sous le commandement de l'Oberleutnant zur See Werner Klug.
L'U-794 n'effectue aucune patrouille, par conséquent il n'endommage ni ne coule aucun navire.
Il est sabordé en mai 1945.

## Conception
Unterseeboot type XVIIA, l'U-794 avait un déplacement de 236 tonnes tonnes en surface et 259 tonnes tonnes en plongée. Il avait une longueur totale de 36,60 m, un maître-bau de 4,50 m et un tirant d'eau de 4,55 m. Le sous-marin était propulsé par une hélice de 1,23 m, un moteur Diesel Deutz SAA SM517 de 8 cylindres en ligne de 210 ch, produisant un total de 150 kW en surface, d'un moteur électrique AEG Maschine AWT98 77 PS de 76 ch, produisant un total 57 kW en plongée et deux turbines à gaz Walter à peroxyde de 4 900 ch. Le sous-marin avait une vitesse en surface de 9 nœuds (16,6 km/h) et une vitesse de 25 nœuds (46 km/h) en plongée. Immergé, il avait un rayon d'action de 117 milles marins (188 km) à 20 nœuds (37 km/h, 23 milles par heure). En surface, son rayon d'action était de 1 840 milles nautiques (soit 2 961 km) à 9 nœuds (17 km/h).
 L'U-794 était équipé de deux tubes lance-torpilles (montés à l'avant) de 53,3 cm qui contenait quatre torpilles. Son équipage comprenait 12 hommes.

## Historique
L'U-794 sert de bateau expérimental. Il est affecté à la 5. Unterseebootsflottille, puis dans la 8. Unterseebootsflottille et retourne dans la 5. Unterseebootsflottille jusqu'à son sabordage.
Fin mars 1944, l'amiral Dönitz de rend au centre d'essais d'Hel. Avec quatre autres amiraux il participe à des essais de l'U-794. Ils en sortent enthousiastes.
Il est sabordé le 5 mai 1945 dans la baie de Gelting à la position géographique 54° 48′ N, 9° 49′ E.
Il est ensuite renfloué, puis démoli l'année suivante.

## Affectations
- 5. Unterseebootsflottille du 14 novembre 1943 au 30 novembre 1943 (navire d'essais).
- 8. Unterseebootsflottille du 1er décembre 1943 au 14 février 1945 (navire d'essais).
- 5. Unterseebootsflottille du 15 février 1945 au 5 mai 1945 (navire d'essais).

## Commandement
- Oberleutnant zur See Werner Klug du 14 novembre 1943 au 31 août 1944.
- Oberleutnant zur See Philipp Becker du 1er septembre 1944 au 5 mai 1945.